# Tín Nghi
Tín Nghi (chữ Hán giản thể: 信宜市, âm Hán Việt: Tín Nghi thị) là một thành phố cấp huyện thuộc địa cấp thị Mậu Danh, tỉnh Quảng Đông, Cộng hòa Nhân dân Trung Hoa. Thành phố Tín Nghi nằm ở tây nam bộ của Quảng Đông, giáp Quảng Tây. Thành phố này có diện tích 372 km², dân số 1,23 triệu người. Mã số bưu chính của Tín Nghi là 525300, mã vùng điện thoại là 0668. Thành phố này được chia thành các đơn vị hành chính gồm 2 nhai đạo, 5 trấn.